# British Home Championship 1933/34
De British Home Championship van 1933/34 was de 46e editie van de British Home Championship. Het toernooi werd gehouden van 16 september 1933 tot en met 14 april 1934. Wales werd kampioen.

## Eindstand
| Team          | Gsp | W | G | V | DV | DT | DS | Ptn |
| ------------- | --- | - | - | - | -- | -- | -- | --- |
| Wales         | 3   | 2 | 1 | 0 | 6  | 4  | +2 | 5   |
| Engeland      | 3   | 2 | 0 | 1 | 7  | 2  | +5 | 4   |
| Noord-Ierland | 3   | 1 | 1 | 1 | 3  | 5  | –2 | 3   |
| Schotland     | 3   | 0 | 0 | 3 | 3  | 8  | –5 | 0   |

## Wedstrijden
|                                                        |                 |       |                     |                                                                            |
| 16 september 1933 «onderlinge duels» 15:00 uur (UTC+1) | Schotland       | 1 – 2 | Noord-Ierland       | Celtic Park, Glasgow Toeschouwers: 27.135 Scheidsrechter: Eddie Wood (ENG) |
| 16 september 1933 «onderlinge duels» 15:00 uur (UTC+1) | Bob McPhail 84' |       | 8', 13' Davy Martin | Celtic Park, Glasgow Toeschouwers: 27.135 Scheidsrechter: Eddie Wood (ENG) |

|                                                     |                                                    |       |                                       |                                                                            |
| 4 oktober 1933 «onderlinge duels» 17:15 uur (UTC+1) | Wales                                              | 3 – 2 | Schotland                             | Ninian Park, Cardiff Toeschouwers: 40.000 Scheidsrechter: Eddie Wood (ENG) |
| 4 oktober 1933 «onderlinge duels» 17:15 uur (UTC+1) | Willie Evans 25' Walter Robbins 35' Dai Astley 57' |       | 75' Willie Macfadyen 80' Dally Duncan | Ninian Park, Cardiff Toeschouwers: 40.000 Scheidsrechter: Eddie Wood (ENG) |

|                                                    |               |                                                    |          |                                                                              |
| 14 oktober 1933 «onderlinge duels» 15:00 uur (UTC) | Noord-Ierland | 0 – 3                                              | Engeland | Windsor Park, Belfast Toeschouwers: 33.000 Scheidsrechter: Hugh Watson (SCO) |
| 14 oktober 1933 «onderlinge duels» 15:00 uur (UTC) |               | 30' Eric Brook 51' Tommy Grosvenor 60' Jack Bowers |          | Windsor Park, Belfast Toeschouwers: 33.000 Scheidsrechter: Hugh Watson (SCO) |

|                                                    |               |       |               |                                                                               |
| 4 november 1933 «onderlinge duels» 14:45 uur (UTC) | Noord-Ierland | 1 – 1 | Wales         | Windsor Park, Belfast Toeschouwers: 20.000 Scheidsrechter: Mungo Hutton (SCO) |
| 4 november 1933 «onderlinge duels» 14:45 uur (UTC) | Sam Jones 59' |       | 4' Pat Glover | Windsor Park, Belfast Toeschouwers: 20.000 Scheidsrechter: Mungo Hutton (SCO) |

|                                                     |                |       |                                 |                                                                                              |
| 15 november 1933 «onderlinge duels» 14:30 uur (UTC) | Engeland       | 1 – 2 | Wales                           | St. James' Park, Newcastle upon Tyne Toeschouwers: 15.000 Scheidsrechter: Sam Thompson (NIR) |
| 15 november 1933 «onderlinge duels» 14:30 uur (UTC) | Eric Brook 59' |       | 21' Thomas Mills 82' Dai Astley | St. James' Park, Newcastle upon Tyne Toeschouwers: 15.000 Scheidsrechter: Sam Thompson (NIR) |

|                                                  |                                                 |       |           |                                                                                 |
| 14 april 1934 «onderlinge duels» 15:00 uur (UTC) | Engeland                                        | 3 – 0 | Schotland | Wembley Stadium, Londen Toeschouwers: 92.363 Scheidsrechter: Sam Thompson (NIR) |
| 14 april 1934 «onderlinge duels» 15:00 uur (UTC) | Cliff Bastin 43' Eric Brook 80' Jack Bowers 88' |       |           | Wembley Stadium, Londen Toeschouwers: 92.363 Scheidsrechter: Sam Thompson (NIR) |